# Das rote Zimmer (2010)
Das rote Zimmer ist ein Film von Rudolf Thome aus dem Jahr 2010. Die Uraufführung fand am 24. Oktober 2010 bei der Viennale statt. Am 13. Januar 2011 wurde der Film in den deutschen Kinos gestartet.

## Handlung
Der Kussforscher Fred feiert mit einer Prostituierten seinen 39. Geburtstag. Er ist zwar noch verheiratet, aber seine Frau, die er immer noch liebt, lebt von ihm getrennt und will sich scheiden lassen.
Luzie und Sibil leben in einem blauen Haus auf dem Land. Die beiden Frauen haben eine lesbische Beziehung, aber Sibil hat auch noch zu Peter, einem jungen Mann aus der Nachbarschaft, ein Verhältnis. Luzie schreibt an einem Roman über das Seelenleben des Mannes, während Sibil einfach in den Tag hineinlebt.
Fred lädt junge Paare in sein Labor ein, die sich dann eine Viertelstunde lang küssen müssen. Er wertet die Blut- und Speicheldaten der Probanden aus. Sein Professor setzt ihn unter Druck. Die Ergebnisse müssen schneller vorliegen. Am Tag seiner Scheidung lernt er Luzie in einer Buchhandlung kennen. Die beiden Frauen sprechen Männer in Bibliotheken und Buchhandlungen an. Dort trifft man die einsamen Männer, die als Rechercheobjekte für Luzies Buch dienen.
Als Fred die Frauen in ihrem Haus besucht, muss er als erstes mit ihnen nackt im See schwimmen, wobei die Frauen mit Bikinis bekleidet sind. Anschließend werden er und Alexander, den Sibil in einer Bibliothek aufgegabelt hat, einem Test unterzogen, in dem es um die Gefühle geht, die Männer Frauen gegenüber haben. Alexander wird nach Hause geschickt und Fred übernachtet nach einem Abendessen mit viel Alkohol bei den Frauen. Zum Sex kommt es aber nicht.
Wieder in der Stadt zurück, staffiert sich Fred neu aus, besorgt sich eine Angel. Er hat herausgefunden, dass die beiden Frauen gerne angeln, und mietet sich dann in einer Pension in der Nähe des Landhauses ein. Er besucht die Frauen, die ihn am Abend in ihr geheimnisumwittertes „rotes Zimmer“ einladen. Dort sehen sie sich dann aber nur gemeinsam die Tagesschau an.
Beide Frauen verlieben sich in Fred, der sich seinerseits in sie verliebt. Es kommt zu Eifersuchtsszenen und Luzie schickt Fred weg. Als dieser allein vor einem Lagerfeuer am See sitzt, kommt „Venus“ aus dem Wasser gestiegen und verführt ihn. Danach wartet Sibil in seiner Pension auf ihn. Sie verbringen die Nacht zusammen. Am nächsten Tag schließen die Frauen mit Fred einen „Liebesvertrag“. Er überweist monatlich 3000 Euro und bekommt die beiden Frauen als seinen „ganz legalen“ Harem.

## Hintergrund
Rudolf Thome über die beiden Hauptdarstellerinnen: „Überhaupt haben beide Schauspielerinnen, mehr als ich das bisher gewohnt war, sehr viel von sich aus zu dem dazu erfunden, was im Drehbuch stand. Sie kamen immer wieder mit neuen Vorschlägen und Ideen. Am Extremsten kam das von Seyneb Saleh, die hat keinen Take so gespielt wie den anderen. Katharina Lorenz war da kontinuierlicher.“
Über das Drehen mit der Red-One-Filmkamera: „Das Drehen selbst war für mich entspannter, weil es gab keinen Materialverbrauch mehr. Ich konnte Proben aufnehmen, ich habe den Schauspielern zum ersten Mal wieder gesagt, ihr spielt solange, bis ich „Cut“ sage, solange spielt ihr weiter. Also für mich war es ein Fest als Regisseur und als Produzent. Ich sah mich plötzlich mit einer Freiheit konfrontiert, die ich früher gerne gehabt hätte.“
Zu der Arbeit mit den Darstellern: „Ich muss nicht die Schauspieler kontrollieren, um zu sehen, wie gut sie sind, das sehe ich beim Drehen. Ich sitze auch nicht hinter dem Monitor, obwohl beim Drehen mit der Red wahrscheinlich 90 % meiner Kollegen das tun werden. Weil das bequemer, weniger anstrengend ist, und man sieht das fertige Bild. Für die Mehrzahl der Regisseure ist ja das Bild eines Films wichtiger als die Schauspieler, als die Menschen, die sie darstellen. Für mich geht es um die Leute, die ich zeige, das ist mein Hauptaspekt.“

## Kritiken
„Bei Thome aber wird das Eigene der Darsteller in aller Selbstverständlichkeit als das Eigentliche der Erzählung sichtbar. Nichts geht darum je ganz auf in den Geschichten, nie wird man zu eindeutigen Gefühlen erpresst. Die Wahrheit über die Netze, die Thome spinnt, ist, dass ihre Fäden nicht kleben.“

„Was sich nach ungewöhnlicher Dreiecksbeziehung anhört, entpuppt sich leider als hölzerne Langeweile, die man derart schlecht schon lange nicht mehr im Kino gesehen hat. Schauspieler agieren wie Roboter, lassen einen völlig kalt, das belanglose Dahingeplätscher ist nur schwer zu ertragen.“

„Thome gelingt es, die Geschichte dieser Ménage-à-trois überzeugend, aber auf angenehm undramatische Weise, mit leisen Tönen zu erzählen. Das ist auch wörtlich zu nehmen, denn Thome hat seinen Film mit der wunderbaren Musik von Katia Tchemberdij unterlegt.“

„Die Liebe macht nur Sinn zu dritt – was Tom Tykwer so heftig proklamierte für Drei und doch nicht wirklich hinkriegte auf der Leinwand, bei Thome wird es ganz evident. Sein Kino nimmt die Schimäre der idealistischen Liebe auseinander, Liebe bei ihm ist absurd und aufrichtig zugleich, von Impulsen und von Verträgen gleichermaßen dirigiert, von den Frauen dominiert, ihrer Überlegen- und ihre Überheblichkeit, und immer hart an der Grenze zur Prostitution.“

„Thome ist mit dem Alter nicht distanziert und kühl geworden, sondern geht seinen Leidenschaften und Träumen mit unerhörter Offenheit nach, in einem gelassenen Rhythmus, der selbst die gröbsten Banalitäten in die richtige Balance bringt.“